# Bart Simpson's Escape from Camp Deadly
Bart Simpson's Escape from Camp Deadly is een videospel voor de Nintendo Game Boy, gebaseerd op de animatieserie The Simpsons. Het spel werd ontworpen door Imagineering en uitgebracht door Acclaim in 1991.

## Spel
In het spel neemt de speler de rol aan van Bart Simpson. Hij en zijn zus Lisa zijn naar een gevaarlijk zomerkamp gestuurd dat wordt gerund door verre familie van Mr. Burns. Doel van het spel is om met Bart uit het kamp te ontsnappen gedurende de nacht.
De plot van het spel lijkt sterk op de aflevering "Kamp Krusty".

## Wapens en voorwerpen
- Boomerangs: deze liggen verspreid door het bos en de bergen rond het kamp, en dienen als primair wapen.
- Food: in het cafetarialevel kan Bart verschillende soorten voedsel gebruiken als wapens.
- Donuts: herstellen Barts gezondheidsmeter.
- Krusty icons: geven een extra leven.
- Outfits: deze kostuums kunnen soms tijdelijk bescherming bieden tegen een gevaar, zoals een pak tegen bijen en een footballpak om vijanden omver te stoten.

## Levels
- Flag capture: zowel de ochtend- als avondactiviteit van het kamp bestaan uit dit ruwe spel waarbij twee teams de vlag van de tegenpartij moeten veroveren. Bart moet ook deelnemen aan dit spel.
- Food breaks: een cafetarialevel waarin Bart met voedsel zijn vijanden van zich af moet houden.
- Mount Deadly: het level waarin Bart ‘s nachts zijn ontsnappingspoging onderneemt.
- Escape to the power station: een level dat lijkt op de eerste levels, behalve dat het zich ’s nachts afspeelt. Hierin moet Bart de leider van het kamp, Ironfist Burns, verslaan.